# Cuando no quieras sentir
«Cuando no quieras sentir» es el primer corte difusión del Disco Mañanas , el segundo tema del mismo disco y el decimosexto del disco en vivo Dame Tu Voz.
El tema habla sobre el sexo casual (sobre la gente que va a las bailantas y terminan con cualquiera sin saber quien es).
En la canción se la define como «la hipocresía que disfruta presumir».

## Video
El video simplemente muestra gente en un lugar (aparentemente bailable) donde se maquillan y se arreglan frente a un espejo (la cámara funciona desde el espejo) para conocer gente mientras suena la canción.